# Inga Lindström: Vickerby für immer
Vickerby für immer ist ein deutscher Fernsehfilm von John Delbridge aus dem Jahr 2006. Er ist Bestandteil des ZDF-Herzkino-Sonntagsfilms und der 18. Film der Inga-Lindström-Reihe nach der gleichnamigen Erzählung von Christiane Sadlo. Die Hauptrollen sind mit Eva-Maria Grein, André Röhner, Christian Wolff und Ella-Maria Gollmer besetzt.

## Handlung
Hakon Petterson ist der Besitzer einer Glasmanufaktur in Vickerby, seine Tochter Sirka arbeitet bei ihm als Designerin. Er ist seit einem Jahr Witwer und immer noch in Trauer. Jonas Nyvell war mit seiner anderen Tochter Laura verheiratet, die vor drei Jahren bei einem Unfall gestorben ist. Nun kehrt er nach sechs Jahren mit seiner Tochter Lilli aus Chicago zurück, weil er eine neue Stelle bei seiner Bank in Stockholm angenommen hat. Er erhält einen Brief von Sirka, in dem sie ihn darüber informiert, dass seine Schwiegermutter gestorben ist. So beschließt er, zusammen mit Lilli nach Vickerby zu fahren. Da sein Schwiegervater ihm die Schuld am Tod seiner Tochter gibt, zieht er es vor, nicht im Haus der Pettersons zu wohnen und bezieht ein Zimmer im Hotel. Hakon freut sich riesig, als er seine Enkeltochter sieht, wendet sich aber gleich ab, als Jonas ins Haus tritt. Sirka kann nicht verstehen, wieso ihr Vater noch immer so einen Groll gegen ihn hegt.
Die Glasmanufaktur steckt in finanziellen Schwierigkeiten, außer seiner treuen Mitarbeiterin Berit weiß aber niemand etwas davon. Hakon hofft darauf, dass ein Großauftrag einer Hotelkette die Firma rettet. Sirka hat keine Ahnung von den Problemen, zudem soll sie für ein Jahr nach Murano, um sich weiterzubilden. Zunächst versucht sie aber ihrem Vater klarzumachen, dass Jonas nicht Schuld am Tod von Laura ist. Doch Hakon ist so verbittert, dass er sich immer mehr zurückzieht, auch die finanziellen Probleme beschäftigen ihn stark. Einzig mit seiner Enkelin verbringt er noch Zeit.
Jonas und Sirka kommen sich mit der Zeit näher und verlieben sich ineinander. Berit ist auch verliebt ihn ihren Chef, sie meint er habe sich bisher nur zurückgehalten, weil seine Frau zuletzt sehr krank war. Aber als sie ihn damit konfrontiert, wird sie schroff abgewiesen. In ihrer Wut fälscht sie die Unterschrift von Hakon und räumt das Firmenkonto auf der Bank leer. Hakon erfährt erst am nächsten Tag davon, weil ihn sein Mitarbeiter Jan anruft, da der Lieferant vom Sand nur abladen will, wenn die Lieferung sofort bezahlt wird. Bankdirektor Palm klärt ihn über die Vorgänge auf und Hakon ist schockiert. Er verzichtet aber darauf, die Polizei einzubeziehen und macht sich auf die Suche nach Berit. Hakon geht zu Olof, dem Ex-Freund von Sirka und Bruder von Berit, doch er weiß auch nicht wo seine Schwester ist. Kurz darauf merkt er, dass sie sich in seinem Stall versteckt hat und sie bittet ihn, ihr bei der Flucht zu helfen.
Da Lilli mitbekommen hat, dass mit ihrem Großvater etwas nicht stimmt, benachrichtigt sie ihren Vater. Er und Sirka wollen Hakon helfen, als er aber erfährt, dass sie nun ein Verhältnis haben, konfrontiert er Jonas mit Fotos, die beweisen sollen, dass er seine Frau betrogen hat. Da sich Hakon nicht mehr zu helfen weiß, will er in der Firma einen Brand legen, um die Versicherung zu betrügen und an Geld zu kommen. Als er alles vorbereitet hat und flüchten will, stolpert er und bleibt bewusstlos liegen. Lilli hat die Versicherungspapiere im Büro von Hakon gesehen, Sirka und Jonas wissen nun auch, was er vorhat.
Olof hat seine Schwester Berit überzeugen können, dass sie einen Fehler macht und das Geld zurückgeben muss. Jonas kann Hakon im letzten Moment retten. Danach klärt er auch das Missverständnis mit der Frau auf den Fotos. Es war die Frau seines besten Freundes, die er tröstete, weil die Scheidung bevorstand. Hakon kann Jonas nun endlich verzeihen und Sirka verzichtet darauf nach Murano zu gehen, weil ihr Vater nun ihre Unterstützung braucht, zudem sieht er von einer Anzeige gegen Berit ab, erwartet aber ihre Kündigung. Da er nun niemanden mehr hat, der sich um die Finanzen der Firma kümmert, findet er den Vorschlag von Sirka, er solle Jonas fragen, sehr gut. Zudem hätte es für sie den Vorteil, dass Jonas nicht nach Stockholm zurückkehren würde und sie getrennt wären. Jonas nimmt das Angebot von Hakon an und bleibt mit Lilli in Vickerby.

## Hintergrund
Vickerby für immer wurde vom 2. bis zum 31. August 2006 an Schauplätzen in Schweden gedreht. Produziert wurde der Film von der Bavaria Fiction GmbH.

## Rezeption

### Einschaltquote
Die Erstausstrahlung am 25. März 2007 im ZDF wurde von 6,70 Millionen Zuschauern gesehen.

### Kritiken
Die Kritiker der Fernsehzeitschrift TV Spielfilm zeigten mit dem Daumen geradeaus und fassten den Film mit den Worten „Eine Drohung: Lindström für immer!“ kurz zusammen.